# کله هوک (سیب و سوران)
کله هوک، روستایی در دهستان سرسوره بخش پسکوه شهرستان سیب و سوران در استان سیستان و بلوچستان ایران است.که بزرگان و اباد کنندگان این روستا که قنات این روستا را انها تاسیس کرده اند ایشان هستند یوسف کرد، سرکار وکیل محمد دوست ریگی، حیدر زومکزهی. 

## جمعیت
بر پایه سرشماری عمومی نفوس و مسکن در سال ۱۳۹۵، جمعیت این روستا برابر با ۴۴۰ نفر (۱۱۳ خانوار) بوده‌است.